# Aquaduct van Segovia
Het aquaduct van Segovia is een Romeins aquaduct in de Spaanse stad Segovia. Het dateert uit de eerste of tweede eeuw. Het voorzag Segovia tot in de 20e eeuw van water dat werd aangevoerd vanuit de rivier Frío ten zuiden van de stad. De totale lengte van het hydraulische systeem is 16,2 kilometer.   
Het beroemde aquaduct is gebouwd uit graniet en Romeins beton. Het wordt beschouwd als het best bewaarde voorbeeld van Romeinse architectuur op het Iberisch schiereiland. Het is een symbool van de stad Segovia en wordt sinds 1272 afgebeeld op het stadswapen. Sinds 1985 staat het op de Unesco-Werelderfgoedlijst.

## Beschrijving
Lange tijd dacht men dat het aquaduct in de eerste eeuw was gebouwd, tijdens het bewind van de Romeinse keizer Domitianus. Een publicatie uit 2016 suggereert op basis van archeologisch onderzoek een iets latere datum: na 112, tijdens de regering van Trajanus. Het kan echter ook zijn dat er in de tijd van Trajanus sprake is geweest van een grootschalige reparatie, of de voltooiing van het bouwproject.

Het aquaduct vervoerde water van de rivier de Frío naar de stad Segovia; deze rivier loopt ten zuiden van Segovia aan de voet van de Sierra de Guadarrama. Het water legde een route van 15 kilometer af voordat het in de stad aankwam. De totale lengte van het hydraulische systeem is 16,2 km.

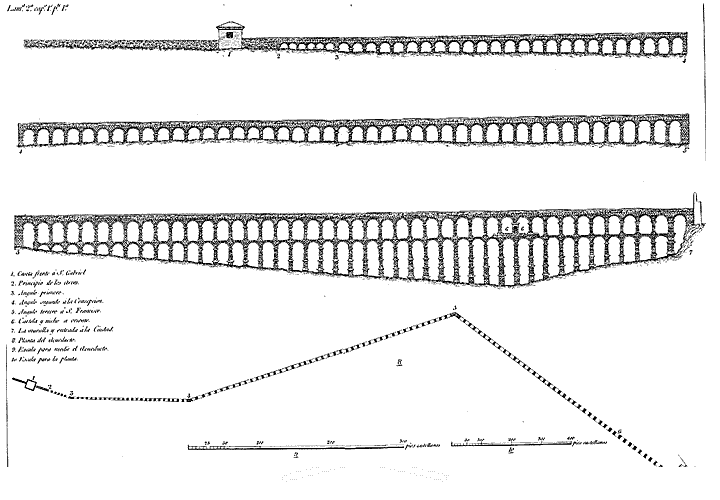
Schematische weergave van de aquaductbrug

Het aquaduct is ontworpen volgens de principes die Vitruvius in het midden van de eerste eeuw v. Chr. uiteenzette in zijn De Architectura. Het grootste deel van het traject bestaat uit een hydraulisch systeem van bovengrondse en ondergrondse kanalen, bezinktanks en sluizen dat door een heuvelachtig landschap loopt. Het water werd eerst verzameld in een reservoir dat El Caserón (of 'het grote huis') genoemd werd. Het werd vervolgens via een kanaal naar een tweede toren geleid die bekend stond als Casa del Agua (het waterhuis). Daar werd het op natuurlijke wijze gedecanteerd en bezonk het zand.  
Om de oude stad te kunnen bereiken werd het water over de beroemde aquaductbrug geleid. Het water legde 728 meter af op een helling van één procent tot het de Postigo bereikte, de rotsachtige ontsluiting waarop het ommuurde stadscentrum van Segovia is gebouwd.  
Binnen de ommuurde stad was er een distributiesysteem voor het water. De details van dit systeem zijn niet volledig bekend, maar duidelijk is dat het water ondergronds werd verder geleid. Het leidingsysteem in de stad is in totaal meer dan een kilometer lang. Deze route is op de trottoirs van de stad gemarkeerd.
Het aquaduct voorzag Segovia tot in de 20e eeuw van water.

## De aquaductbrug

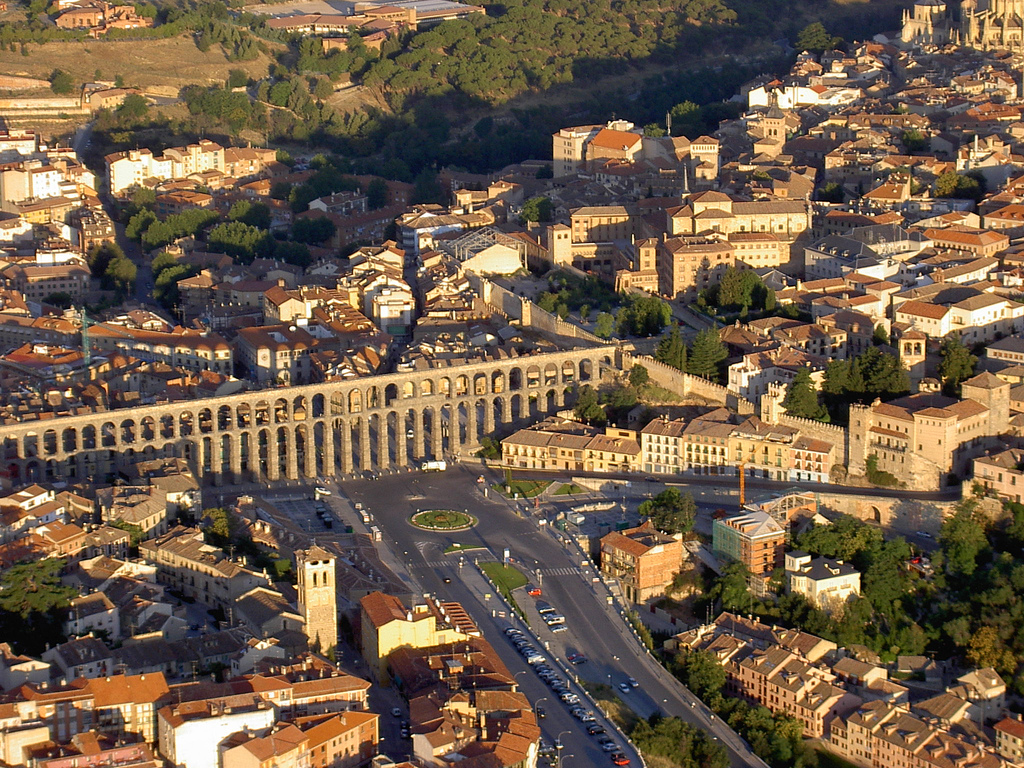

De imposante aquaductbrug die naar de ommuurde oude stad loopt wordt vaak 'het aquaduct van Segovia' genoemd, maar is slechts 5,5% van het totale hydraulische systeem. De aquaductbrug is gebouwd met ongemetselde baksteenachtige granietblokken. Vermoedelijk werden deze stenen al in de groeve op de voorgeschreven afmetingen gehouwen en konden ze ter plaatse zonder ingrijpende bewerkingen worden geplaatst. De pijlers hebben gemetselde granieten buitenwanden en werden opgevuld met een mengsel van kleine keien en mortel (opus caementitium of Romeins beton). 
Op het hoogste punt is de aquaductbrug 28,5 meter hoog, inclusief bijna 6 meter fundering. De brug heeft enkele en dubbele bogen die door pijlers worden ondersteund. Vanaf het punt waar het aquaduct de stad binnenkomt tot aan het Plaza de Díaz Sanz, telt het 167 bogen: 75 enkele bogen en 44 dubbele bogen, gevolgd door vier enkele bogen.
De bogenlijn heeft twee niveaus en is eenvoudig versierd. Op het bovenste niveau zijn de bogen 5,1 meter breed. De bovenste pijlers zijn korter en smaller dan die op het onderste niveau. De top van elke pijler heeft een doorsnede van 1,8 bij 2,5 meter;  de basis heeft een doorsnede heeft van 2,4 bij 3 meter. Boven op van het bouwwerk bevindt zich het kanaal waardoor het water stroomde; dit is een U-vormig kanaal van 0,55 meter hoog met een doorsnee van 0,46 meter. 
In de Romeinse tijd stond op de drie hoogste bogen de naam van de bouwer en de datum van de bouw. Hier zijn ook twee nissen, één aan elke kant van de brug. In een ervan stond oorspronkelijk een standbeeld van Hercules, die volgens de legende de stichter van Segovia was. In die nis staat nu een beeld van de Maagd Maria. In de andere nis stond een heiligenbeeld dat verloren is gegaan.

## Onderhoud en monument

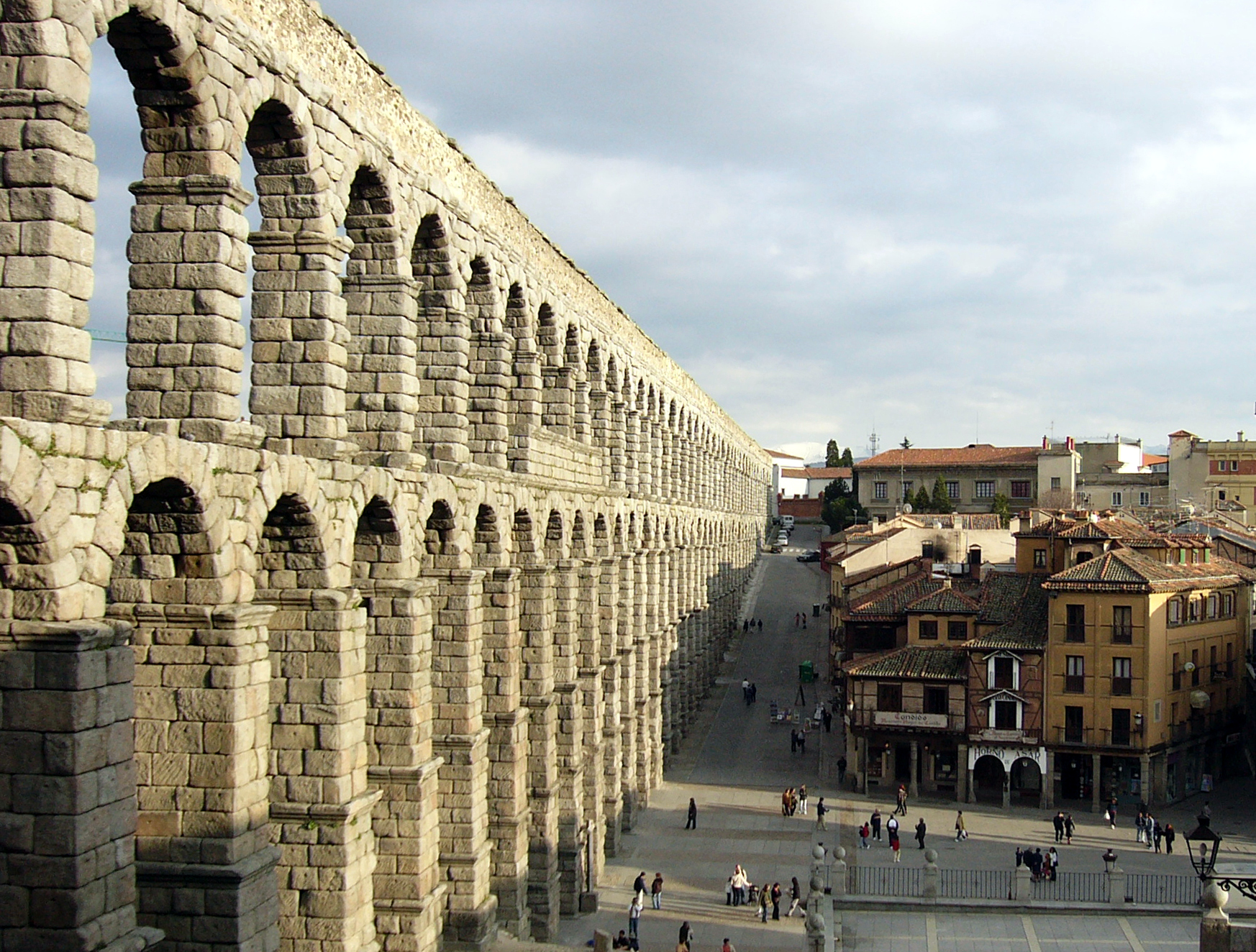

Het aquaduct is door de eeuwen heen in werking gehouden en in uitstekende staat bewaard gebleven. In 1072 werd het beschadigd toen Yahya ibn Ismail al-Ma'mun probeerde om Segovia te onderwerpen. De schade werd hersteld aan het eind van de 15e eeuw, tijdens het bewind van Ferdinand II van Aragon en Isabella I van Castilië, door het aanbrengen van 36 gotische spitsbogen. Het aquaduct is sinds 1273 verwerkt in het stadswapen van Ségovia. 

wapen van Segovia

Het aquaduct van Segovia wordt beschouwd als het best bewaarde voorbeeld van Romeinse architectuur op het Iberisch schiereiland, dankzij de uiterst solide constructie met pijlerkernen van antiek beton en granieten stenen, en door de eeuwen heen goed onderhoud. Aanvankelijk gebeurde dit onderhoud vooral om de watervoorziening in stand te houden. In de 19e eeuw kreeg men ook oog voor de historische en culturele waarde van het aquaduct. In 1884 werd het bij koninklijk besluit aangewezen als nationaal erfgoed. In 1941 kreeg het de status van nationaal monument.
Sinds 1985 staat het, samen met de oude binnenstad van Segovia, op de Werelderfgoedlijst van de UNESCO. De American Society of Civil Engineers voegde het in 1999 toe aan de lijst van International Historic Civil Engineering Landmarks.
In 2006 werd het aquaduct op de World Monuments Watch List geplaatst om aandacht te vragen voor de verslechterende toestand van delen van het complex. Erosie en luchtverontreiniging hadden de stenen aangetast.